# Громцев Валерій Павлович
Гро́мцев Вале́рій Па́влович (16 лютого 1949, м. Чернівці — 7 вересня 2020 Хайфа, Ізраїль)  — український композитор, музикант, заслужений діяч мистецтв України (2009)
- 1970 — закінчив Чернівецьке музичне училище.
- 1967 — керівник ВІА «Карпати» Чернівецького БК легкої промисловості. До першого складу входили: колишній директор Центрального палацу культури Віктор Обдуленко, музикант Євген Тарнавський, солістка Світлана Юрченко (тепер Кобевко), поет Микола Бучко, на слова якого Громцев писав пісні;
- 1973 — керівник ВІА «Товтри» Хмельницької обласної філармонії,
- 1974 — керівник ВІА «Світязь» Волинської обласної філармонії,
- 1979 — музичний керівник ВІА «Море» Кримської обласної філармонії,
- 1983 — музичний керівник ВІА «Червона рута» Кримської обласної філармонії,
- 1984 — музичний керівник БК рибалок м. Севастополь,
- 1986 — музичний керівник ВІА «Чайки» Кримської обласної філармонії,
- 1990 — музичний керівник джаз-оркестру «Графська пристань» Чорноморського флоту.
- 1999 живе і працює у м. Тель-Авіві, Ізраїль.

Для першого запису пісні «Червона рута» Володимир Івасюк запросив оркестр ансамблю «Карпати» Валерія Громцева.
- Саме В. Громцев запровадив у виконання Військово-Морських Сил України «Марш українських моряків», який написав на слова буковинського поета Леоніда Курявенка. Тоді зазначали, що українського флоту ще немає, а марш уже є. Цей марш вперше виконав заслужений артист України Олександр Іванов і виконується ансамблем пісні й танцю Військово-Морських Сил України й понині та постійно звучить у Києві на парадах Збройних Сил України